# Corgatha
Corgatha é um gênero de traça pertencente à família Arctiidae.